# Капіццоне
Капіццоне (італ. Capizzone) — муніципалітет в Італії, у регіоні Ломбардія, провінція Бергамо.
Капіццоне розташоване на відстані близько 500 км на північний захід від Рима, 50 км на північний схід від Мілана, 13 км на північний захід від Бергамо.
Населення — 1249 осіб (2014).
Щорічний фестиваль відбувається 10 серпня. Покровитель — Святий Лаврентій.

## Демографія
Населення за роками:

Станом на 1 січня 2023 року в муніципалітеті офіційно проживало 55 іноземців з 17 країн, серед них 17 громадян країн Євросоюзу та 5 громадян України.

## Сусідні муніципалітети
- Бедуліта
- Бербенно
- Валь-Брембілла
- Ронкола
- Строцца
- Уб'яле-Кланеццо